# Las Sabanas
Las Sabanas è un comune del Nicaragua facente parte del dipartimento di Madriz.